# Extremeño (lingüística)
El extremeño (autoglotónimo estremeñu) es una variedad lingüística vernácula de uso no oficial, cuyos rasgos se han dado fundamentalmente en la Extremadura leonesa, en la actual comunidad autónoma de Extremadura, de la que debe su nombre, y algunas comarcas limítrofes, principalmente en el sur de la provincia de Salamanca. Tiene continuidad dialectal con el asturleonés, y también con el castellano meridional. La relación con el asturleonés —dentro del romance íbero-occidental— ya se documenta desde autores como Menéndez Pidal, Manuel Alvar, Emilio Alarcos Llorach y otros.
No hay datos claros sobre el número de hablantes y es difícil definir unos límites geográficos para la lengua, aunque el área donde los rasgos son más diferenciados del castellano corresponde al noroeste de la provincia de Cáceres, sin incluir la fala del valle de Jálama, variedad lingüística claramente distinta.
El extremeño se clasifica habitualmente dentro de las lenguas de España, según algunas organizaciones internacionales (posee de hecho su propio código SIL International de tres letras ext, y el mismo en la norma ISO 639-3) y algunas nacionales como la Promotora Española de Lingüística (PROEL), a pesar de no ser oficial en las comunidades donde se habla. Se considera una variedad lingüística del diasistema astur-leonés, aunque hoy está prácticamente extinguida y fuertemente castellanizada.
También recibe el nombre de castúo, a pesar de ser este un término creado modernamente por el poeta Luis Chamizo en la década de 1920. Dicho término puede llevar a confusión, pues en principio la palabra carecía de sentido lingüístico y designaba únicamente al labrador extremeño castizo. Con el tiempo, algunos autores han llamado así al castellano de tránsito con el leonés hablado modernamente en el sur de Extremadura, aunque popularmente el vocablo se emplea para designar las hablas tradicionales de Extremadura en general, sean estas más o menos similares al castellano.

## Reconocimiento como lengua diferenciada
Algunos organismos internacionales reconocen el extremeño como una lengua; sin embargo, no existe consenso entre la comunidad científica sobre que el extremeño sea una lengua diferenciada del castellano, ni siquiera dentro de la propia región extremeña.
El catedrático de Historia de la Lengua Española Antonio Salvador Plans niega rotundamente la idea de que el extremeño sea una lengua en la actualidad, aunque sí se puedan reconocer hoy en día reminiscencias lingüísticas de un pasado. Antonio Viudas Camarasa, catedrático de la Universidad de Extremadura, lo considera igualmente un dialecto. Manuel Alvar, lo considera un habla de tránsito. Alonso Zamora Vicente, un habla de transición. José Antonio González Salgado, un habla regional castellana, mientras que otros filólogos ven rasgos de una variante idiomática que sí estaba presente en el pasado de una forma mucho más notoria. En este sentido, el filólogo estadounidense Aurelio Macedonio Espinosa (1907-2004), especialista en lingüística y folclore español, presentó y defendió su tesis doctoral Arcaísmos dialectales (en las que destaca la conservación de la «s» y «z» sonoras en Cáceres y Salamanca), calificado por el jurado como sobresaliente (entre quienes estaban Menéndez Pidal); siendo una de las principales obras filológicas del idioma extremeño.
La ONU identifica al extremeño como una lengua, dentro de la lista negra por el peligro que corre de desaparecer, y solicita al Gobierno de Extremadura que sea reconocido para su preservación cultural en su Estatuto de Autonomía, ya que la UNESCO y el Consejo de Europa, mediante el Tratado CELR, obligan a promoverlo, así como a proteger el resto de los idiomas de la región. La UNESCO lo reconoce como variedad lingüística del diasistema astur-leonés en el Atlas de las Lenguas en Peligro del Mundo (2009).
En el Foro de Holanda de 2018, en el Congreso sobre Lenguas Cuestionadas en el Viejo Continente (congreso europeo más prestigioso sobre lenguas minoritarias o amenazadas), expertos internacionales respaldaron al extremeño como una lengua, en la que el Órgano de Seguimiento y Coordinación del Extremeño y su Cultura (OSCEC Estremaúra) expuso que el extremeño es la forma de comunicación que vienen utilizando los extremeños desde hace siglos. Allí compartió espacio como una lengua vernácula más junto al occitano, el provenzal, el romaní o el gaélico, entre otras. En este congreso se defendió que el castellano no se establecerá en el imaginario de la región hasta la llegada de las escuelas en el siglo XIX; por aquel entonces, y en las décadas posteriores, el español se impuso como la lengua culta –o fina- por profesores, funcionarios o terratenientes, mientras que las clases populares se expresaban cotidianamente en extremeño; todo bajo un sentimiento de inferioridad cultural que ha marcado su devenir y le ha otorgando una presencia secundaria.
El 18 de agosto de 2018 se celebró por primera vez el Día de las Lenguas de Extremadura, en un contexto en el que diferentes asociaciones, junto con el partido político valenciano Compromís, exigían al Gobierno español el reconocimiento oficial del extremeño como lengua. En la actualidad, el Estatuto de Autonomía de Extremadura aunque no expresa un reconocimiento explícito oficial, incide en su artículo 9 en la Responsabilidad del Ejecutivo regional en la protección de las modalidades lingüísticas propias.
Desde enero de 2020 el extremeño es reconocido por el Consejo de Europa incluyéndolo en la Carta Europea de las Lenguas Minoritarias o Regionales, siendo la primera vez que una instancia europea la sitúa al mismo nivel que otras lenguas como el gallego, el euskera o el catalán. La declaración es fruto de las reivindicaciones del Órgano de seguimiento y Coordinación del extremeño (OSCEC Estremaúra), que defiende que el ‘Estremeñu’ ha experimentado una evolución diferente al castellano y comparte raíz con el asturiano, el leonés y el mirandés (familia astur-leonesa), y explican que tiene su propia sintaxis y unas características propias que le hacen valedora de ser considerada una lengua diferenciada; y aclaran que no se trata de una cuestión política o de tintes regionalistas, sino del reconocimiento a una lengua y la propia identidad de las gentes de Extremadura (“Somos primos del castellano, pero no hermanos o hijos”). De esta forma, el Consejo de Europa ha emitido un documento en el que insta a España, y por ende a la Junta de Extremadura, a su conservación y promoción; que al adherirse en 2001 a la Carta Europea de las Lenguas Minoritarias, está obligada a su preservación como un patrimonio inmaterial y lingüístico. Desde entonces, se pide la creación de un Centro de Estudios del Estremeñu.
En noviembre de 2024, la Asamblea de Extremadura aprobó declarar al estremeñu (junto al portugués rayano) como Bien de Interés Cultural (BIC).

## Extensión geográfica

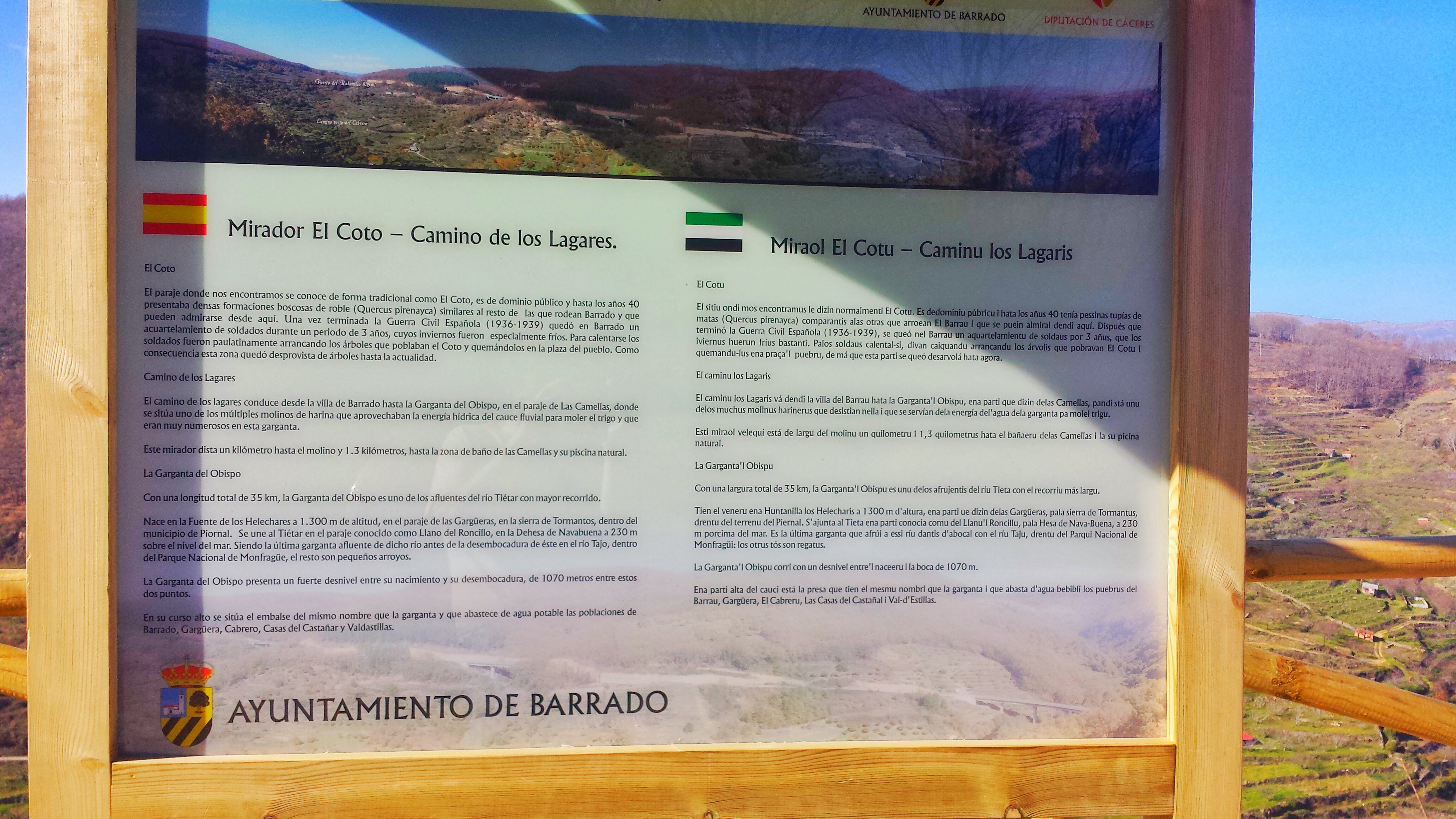
Cartel turístico en bilingüe español-extremeño.

La extensión de los rasgos propios del extremeño abarcaban la mayor parte de la comunidad y varias zonas limítrofes, hoy se habla con mayor vitalidad en el norte de la provincia de Cáceres, en las comarcas de Sierra de Gata, Las Hurdes, lugares de Tierra de Alcántara, en Tierra de Coria, Granadilla, Garrovillas, Ceclavín y en las comarcas salmantinas de la Sierra de Francia, El Rebollar (v. habla de El Rebollar), sur de Ciudad Rodrigo y de Béjar. La lengua también está presente en la Tierra de Plasencia (Serradilla o Malpartida de Plasencia, Valle del Ambroz y localidades del Valle del Jerte como Piornal, Rebollar o El Torno y de la Vera como Guijo de Santa Bárbara, y en Berzocana y Madroñera). Fuera de la comunidad autónoma, puede encontrarse  presencia de rasgos extremeños en el habla corriente de la sierra de Aracena, valle del Guadiato, valle de los Pedroches, sur de la provincia de Ávila y comarcas de Castilla-La Mancha  colindantes con Extremadura: Valle de Alcudia, La Jara, La Campana de Oropesa y el oeste de la comarca de Torrijos.
Aunque en las últimas décadas se ha venido sosteniendo —a menudo, basándose en estudios incompletos— que el extremeño había desaparecido de la Baja y la Media Extremadura, estudios antiguos y recientes confirman la presencia histórica y la pervivencia —mayor o menor, según el municipio— del cierre vocálico postónico en numerosas localidades, y en general de una buena conservación del léxico y la morfosintaxis, sobre todo en hablantes de oficios rurales o de edad avanzada.
Ha de tenerse en cuenta también la existencia de un número indeterminado pero creciente de neohablantes de extremeño con diferentes grados de competencia en todo el territorio, que acceden al conocimiento del idioma a través de la red o mediante cursos presenciales.

## Número de hablantes
Las estadísticas que se manejan sobre el número de hablantes son antiguas y no muy fiables. Posiblemente sean unos miles los mayores que aún conservan rasgos dialectales que pueden relacionarse con el histórico dialecto asturleonés. Sin embargo existen algunas zonas, como por ejemplo Garrovillas de Alconétar y otras pequeñas localidades, donde no solo la gente mayor conserva bastantes rasgos.
Pese a ser un elemento diferenciador de la cultura extremeña, esta lengua tiende a perderse entre las nuevas generaciones, como pasa con otras variedades minoritarias de España y de toda Europa. La edad media de sus hablantes supera los 60 años, permaneciendo relegado al mundo rural, siendo puesto en valor en la actualidad por filólogos, historiadores, escritores y periodistas.

## Variantes
Las lenguas más emparentadas históricamente son el portugués y el leonés, aunque sobre todo presenta influencia del castellano en su evolución. El extremeño, variante lingüística del idioma asturleonés, aunque con sus propias características intrínsecas, no se debe confundir con el español extremeño, el español hablado en Extremadura.
- Habla de El Rebollar
- Altoextremeño occidental
- Altoextremeño hurdano

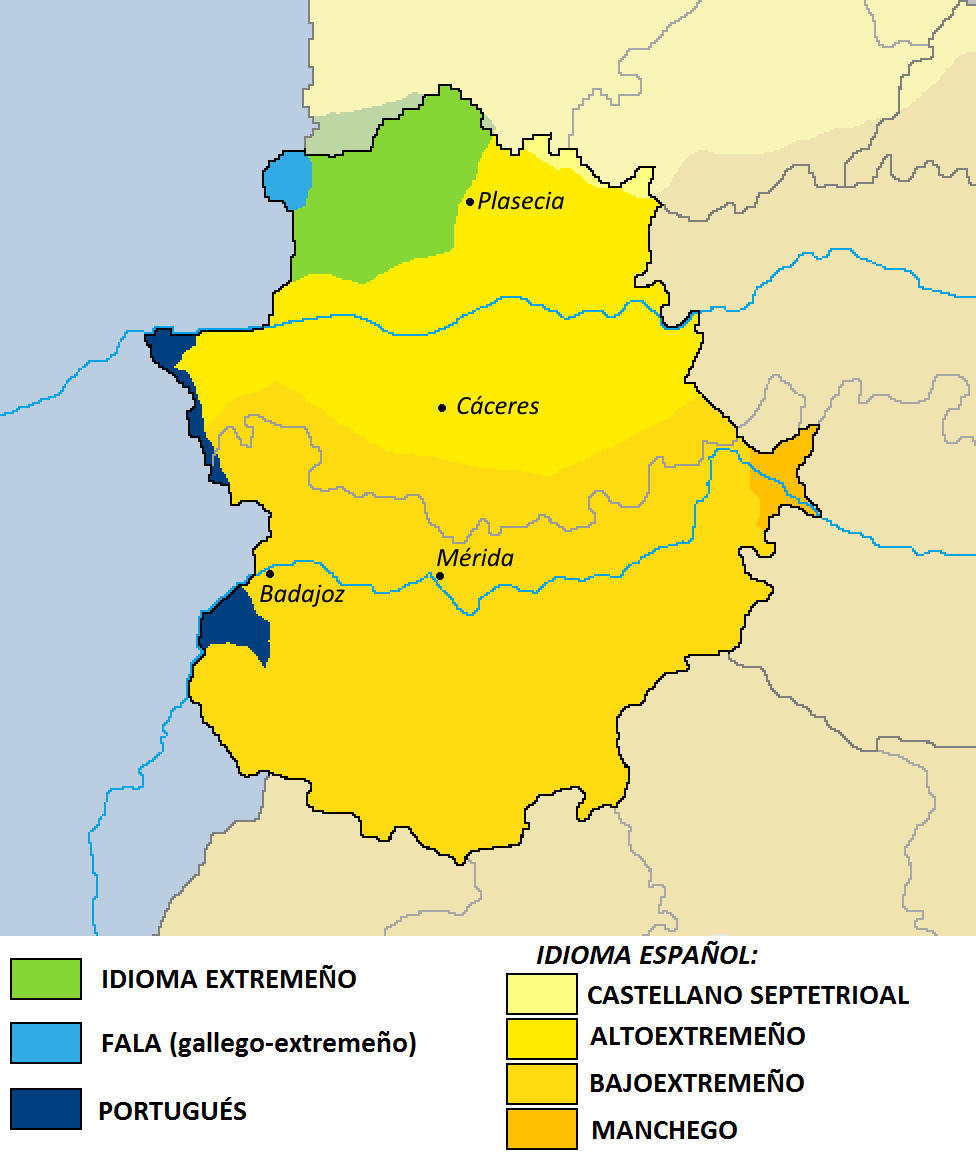
Aproximación a los idiomas y dialectos de Extremadura

- Altoextremeño serragatino (englobando el Habla de Acebo, Cilleros y Villamiel, que posee ciertas peculiaridades)
- Habla de Garrovillas y Serradilla
- Altoextremeño oriental
- Chinato (la peculiar variante de Malpartida de Plasencia, ya extinta o muy debilitada, al menos en lo que respecta a sus rasgos más diferenciales)
- Altoextremeño meridional (Habla de Berzocana y Madroñera)

Las hablas extremeñas se clasifican normalmente en tres ramas: altoextremeño, medioextremeño y bajoextremeño.
El altoextremeño es considerado habitualmente un habla de transición asturleonesa con las formas meridionales de castellano, un dialecto (o lengua) diferenciado del castellano, y es hablado en la zona noroccidental y centro-norte de Cáceres y parte de la suroccidental de Salamanca.
El medioextremeño y el bajoextremeño, hablados en el resto de Extremadura, son al menos desde el siglo XVII hablas castellanas meridionales de tránsito con el leonés (como las hablas murcianas lo son con el catalán), y su influencia llega muy levemente hasta la sierra de Aracena, en Huelva, donde se pueden oír diminutivos en -ino.
En Barrancos, población portuguesa situada en la frontera con Extremadura y Andalucía, se habla el "barranquenhu", un modalidad lingüística de base portuguesa con fuerte influencia del andaluz y alguna del extremeño.
Todas las variantes extremeñas, tanto bajoextremeñas o medioextremeñas como altoextremeñas, comparten ciertos rasgos con las formas meridionales de castellano, como la aspiración de la ese en posición implosiva. En el altoextremeño estos rasgos meridionales se dan conjuntamente al lado del resto de los rasgos propios y los asturleoneses (como se puede leer más abajo en el apartado "características"), de forma que podría decirse que estos mismos rasgos propios, arcaizantes (como la d procedente de z sonora medieval) y meridionales llegan a compensar la falta de otros rasgos asturleoneses perdidos que se dan en otras hablas del diasistema asturleonés, y tomados en conjunto aportan a la personalidad lingüística diferenciada del altoextremeño y la configuran.
De hecho, la constatación de la existencia de un contínuum desde las hablas más castellanizadas del sur y el este a las más diferenciadas del castellano en el norte sobre un fondo similar de rasgos meridionales (no es completamente falso que las hablas extremeñas del sur posean notoriamente más rasgos fonéticos y morfosintáticos meridionales compartidos con las hablas andaluzas que las del norte, pero véase el apartado características), lo cual pone en relación unas hablas extremeñas con otras, hace que a menudo se reserve el glotónimo extremeño a secas para el altoextremeño, que es de hecho el más adoptado por los propios hablantes aparte del gentilicio de su propia localidad o comarca (hurzanu, serraillanu, mairoñeru, garrobillanu, portageru, montermoseñu...), incluso más que el de castúo (castú o castúu en altoextremeño), que también es empleado a veces con poca propiedad para referirse al altoextremeño. A este hecho se une el que habitualmente se reserve el gentilicio de una zona para el dialecto o lengua diferenciado (el glotónimo aragonés se reserva habitualmente para la lengua diferenciada y no para el castellano propio de Aragón —aunque se da el uso con ambas acepciones—, al igual que al hablar de vasco habitualmente se hace alusión al euskera y no al castellano hablado en Álava o el País Vasco en general o al hablar de valenciano habitualmente nos referimos a la variante valenciana del catalán y no al castellano hablado en Orihuela o Cofrentes).
El bejarano es una mezcla entre el astur-leonés en su vertiente extremeña y el castellano. Sus hablantes se localizan mayoritariamente en Béjar, de aquí el término "bejarano", aunque era utilizado en la parte sur de la provincia de Salamanca, en la parte suroeste de la provincia de Ávila y la parte norte de la provincia de Cáceres (aunque actualmente ha desaparecido en la mayoría de los municipios que lo utilizaban).
Tanto el extremeño, como su variante dialectal en Salamanca (habla del Rebollar), así como el sayagués, pertenecientes a la antigua Extremadura leonesa presentan en la ISO 639-3 su código internacional de tres letras "ext" (extremeño).

## Historia

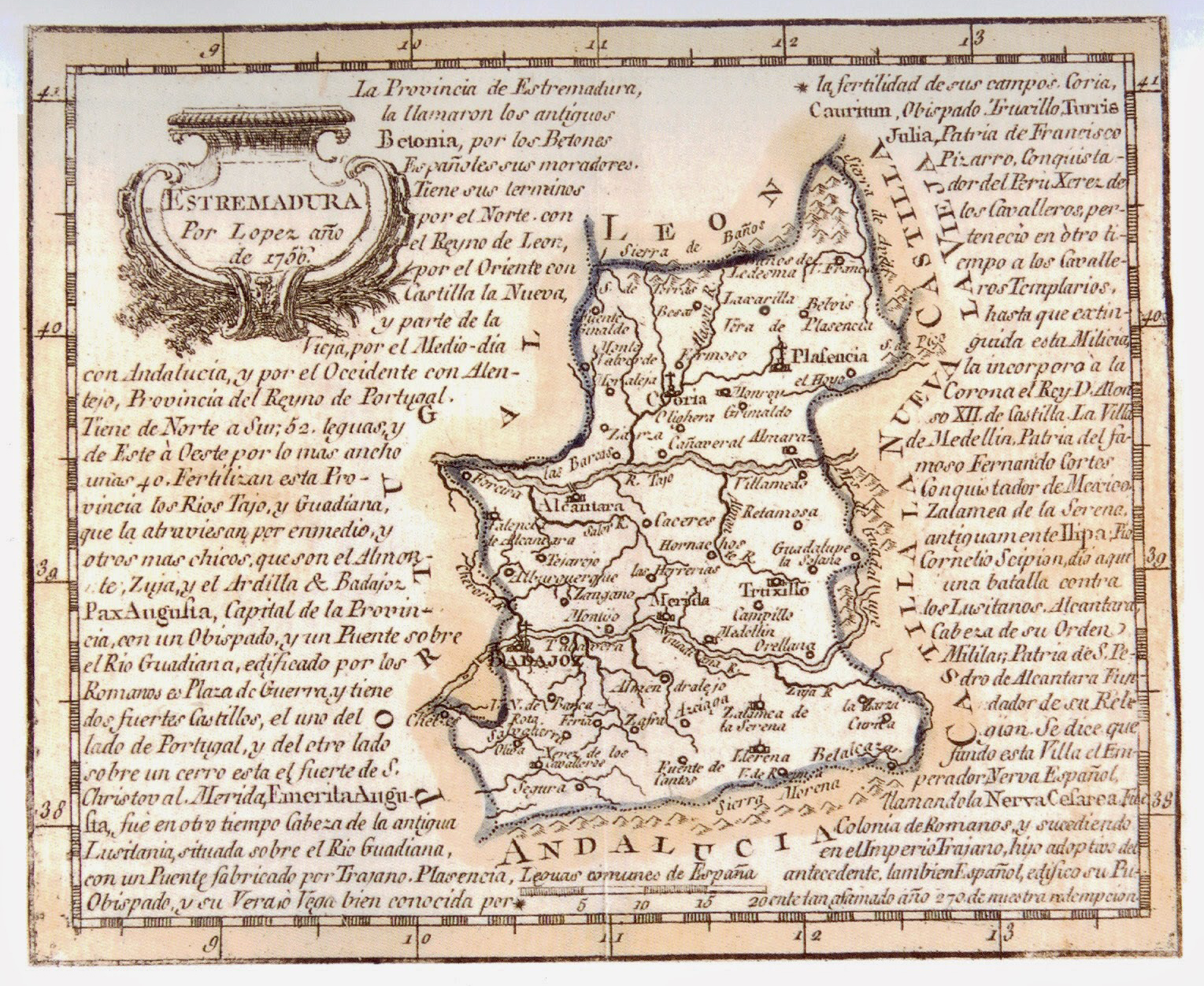
Mapa de la Provincia de Estremadura (1756).

Haciendo alusión a aquellas tierras situadas en los extremos -frontera- teniendo presente su evolución etimológica en la Reconquista, la Extremadura occidental (la Estremadura leonesa), constituida como entidad territorial desde 1202 (Cortes de Benavente), con precedentes en el siglo XII, comprendiendo la actual provincia de Salamanca, se fue expandiéndose hacia Badajoz con el avance de la Corona de León, siendo el asturleonés el dialecto histórico latino usado por los repobladores (que comenzaron con la repoblactual de la zona altoextremeña alrededor del siglo XII). Aunque algunos lugares de la actual Extremadura como Trujillo, Plasencia, Medellín, Hervás o Los Ibores estaban englobados dentro del Reino de Castilla.
Tras la unión de los reinos de León y de Castilla en 1230, el castellano sustituyó poco a poco al latín como lengua oficial de las instituciones, relegando así al asturleonés como señal de pobreza e ignorancia de aquellos que lo hablaban. Sólo en Asturias era la gente consciente de hablar una lengua diferenciada del castellano. Pero incluso allí sólo algunos autores lo usaban en sus escritos.
El sayagués, habla sayaguesa o habla de Sayago, variedad local del leonés, lengua romance histórica del antiguo Reino de León, Asturias y Extremadura (hoy sobrevive en Asturias y algunas zonas de las provincias españolas de León, Zamora y Salamanca y del distrito portugués de Braganza).
Fue probablemente el influjo cultural de la prestigiosa Universidad de Salamanca la causa de la rápida castellanización de esta provincia, dividiéndose así el dominio asturleonés en dos desde bien temprano, el asturiano o asturleonés al norte y el extremeño al sur del antiguo reino de León. La expansión del castellano también se produjo desde el sur, con el crecimiento económico de la zona occidental de la provincia de Badajoz.
Sin embargo, la zona hablante de altoextremeño también incluye zonas que fueron conquistadas por el Reino de Castilla, como el Valle del Jerte, buena parte de la Tierra de Plasencia o Madroñera, incluyendo de hecho algunas de las zonas de habla altoextremeña mejor conservada, como Serradilla. Hay diversas hipótesis que podrían explicar este fenómeno, hablándose de la extensión de los rasgos leoneses hacia el este por medio de rutas de trashumancia, del efecto de segundas repoblaciones posteriores o del papel que pudieron tener en el origen de las hablas extremeñas el cántabro, que posee muchos rasgos en común con el extremeño y cuyo territorio estuvo dividido entre el reino de Castilla (Trasmiera, Valle del Pas...) y el de León (Liébana...) en la Edad Media.
En 1548, en el Libro de las grandezas y cosas memorables de España de Pedro de Medina, ya denomina Provincia de Estremadura a la región extremeña, constituida jurídicamente en 1653, distribuido según un criterio regional, en el que el historiador Miguel Ángel Ladero Quesada (miembro de la Real Academia de la Historia) destaca: «el pleno reconocimiento de la actual Extremadura como realidad bien definida"» desde entonces, denominación que conservarían otros autores del Antiguo Régimen para la región, con una conciencia clara de lo que es geográficamente Extremadura. Sin olvidar las continuas referencias a Extremadura, con sus características y peculiaridades, en obras de autores como Miguel de Cervantes (El retablo de las maravillas o El celoso extremeño). Además, El término Nueva Extremadura surgió durante la colonización española de América, y fue el nombre entregado a tres zonas geográficas en el continente americano, aportando palabras intrínsecas y propias de Extremadura, como asina o  mesmo, entre otras muchas, que pueden reconocerse en determinadas zonas de Hispanoamérica.
En el siglo XVI encontramos las primeras referencias escritas en estremeñu con Diego Sánchez de Badajoz. Diego Pérez de Mesa, en su obra las Adiciones (1595), ya distingue con precisos caracteres culturales a los extremeños.
En el siglo XVIII, en la obra El instruido en la corte y aventuras del extremeño, aparecen construcciones y palabras extremeñas en boca de los personajes.
En el siglo XIX, el primer intento serio de escribir en extremeño, tras Vicente Barrantes, se debe al famoso poeta José María Gabriel y Galán. Nacido en Salamanca, vivió la mayor parte de su vida en el norte de Cáceres. Escribió en una variante local del extremeño, lleno de restos dialectales, pero siempre con un ojo puesto en el castellano y en la forma castellana de escribir, y escribiendo la mayoría de sus obras en castellano.
El filólogo estadounidense Aurelio Macedonio Espinosa (1907-2004), especialista en lingüística y folclore español, presentó y defendió su tesis doctoral: Arcaísmos dialectales. La conservación de «s» y «z» sonoras en Cáceres y Salamanca, que fue calificado por el jurado (entre quienes estaban Menéndez Pidal) como sobresaliente. Ésta es una de las principales obras filológicas del idioma extremeño.
En 1995 Pablo Gonzálvez González publicó "I Gramática del Extremeño". 
Hay que tener presente que los territorios de Salamanca donde se hablan variedades dialectales semejantes, como el Habla del Rebollar, formaron parte de la provincia de Extremadura.
Actualmente, el idioma experimenta un cierto repunte con la publicación de obras de carácter normativo como la Ortografía del extremeño o el Diccionario de equivalencias castellano-estremeñu. También es frecuente la cobertura de diversos eventos referentes a la realidad lingüística extremeña por parte de Canal Extremadura, donde el extremeño es reconocido como variante lingüística propia de la región. La presencia de la lengua en internet también ha aumentado durante los últimos años.

## Características

### Rasgos típicos

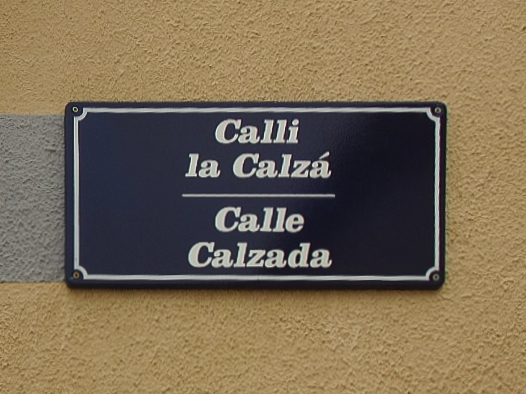
Cartel bilingüe en el pueblo de Robleda, Salamanca.

- Cierre general de las vocales átonas postónicas -o y -e en -u e -i respectivamente: libru, grandi... Se exceptúan en muchas variedades las palabras utilizadas como interjecciones y los vocativos: se diría "La lechi es branca", pero "¡Leche!, á si te callas ya"; o "Ya vinu (el) Ramiru", pero "Ramiro, da-mi essu". El cierre postónico provoca que los pronombres átonos posean dobletes cerrados y abiertos según estén en posición proclítica o enclítica: se dice te miru pero miral-ti (mirarte).
- Cierre o abocinamiento de -o- tónica en contacto con fonemas labiales: *cumu (como), *puzu (pozo).
- Restos lexicalizados de la f- inicial latina: fogal ('hogar'), fala (habla), filu (hilo), fontana (fuente), foguera (hoguera)...
- Aspiración general de f- inicial latina: hierru (hierro), humu (humo), hoscu (hosco, oscuro), huerti (fuerte), hazel (hacer)...
- Diptongación frecuente: cogüelmu (colmo), duelgu (dolor), priessa (prisa), carueçu ('carozo'), alcuentral (encontrar),...
- Palatalización de la n en lexicalizaciones (más frecuentes en variedades noroccidentales): ñubi ('nube'), ñeblina (neblina), ñuca, ñuera, ñíu, ñogal,...
- Conservación de la antigua -e latina: redi (red), hoci (hoz), haci (haz), tossi, peci, sedi, ...
- Formas occidentales curiosas en los grupos latinos -cl-, -pl-, -fl- para algunas lexicalizaciones: achegal ('llegar', 'conseguir', del lat. PLEGARE); flama, chamá, chamaina (llama, fuego... del lat. FLAMA); achanal (allanar, del lat. PLANUS); ...
- Formas de perfecto fuerte de la tercera persona del plural análogas con la tercera del singular: hizun (hicieron), truxun (trajeron, por analogía con truxu, trajo)... En cambio, no se da esta analogía con los perfectos débiles (los regulares y algunos irregulares monosílabos, es decir, los de acento agudo en la terminación de la tercera del singular): calçarun y no *calçun o *calçón, al igual que ḥuerun y no *huen o *huun, bebierun y no *bebun o *bebión, etc.
- En algunas localidades de Las Hurdes, aparecen formas leonesas de tercera persona plural de pretérito en -orin: cantorin (cantaron), bebiorin (bebieron).
- Mantenimiento de antiguas aspiraciones: jeneru (enero), giernu, gelal (helar), gengiva (encía),...
- Plural femenino -es y formas verbales -en, -es en la palra del Rebollal: les coses, les puentes, cantaven, lloraves,...
- Epéntesis de -i- en algunas palabras: unturia, quiciás, grancia, urnia, matancia, ataharria, alabancia, holgazián...
- Tendencia a la pérdida de las consonantes sonoras derivadas de las sordas latinas: mieu (miedo), tou (todo), fueu (fuego), lau (lado), Estremaúra (Extremadura)...
- Conservación frecuente del grupo -mb- latino: lambel ('lamer'), lombu ('loma'), gamboniteru ('gamón'),...
- En grupo consonántico motivado por pérdida de vocal latina, a veces la primera consonante se hace -l: julgal (juzgar, del lat. IUDICARE), relva (de RETOVA), ...
- Cambio del grupo -rl- a -lr- (metátesis): mielra (mirlo), palral (hablar, de PARABOLARE a través del paso intermedio parlar), calranca, chalra, bulra, pelra, cholritu,...
- Lexicalizaciones con el prefijo aumentativo per-: percayíu, perhinchil,...
- Formas verbales del grupo -zc- en -z-: conoçu, agraeçu, paeça, creça, reduza,...
- Formas de imperativo plural en -ai, -ei e -í: comei (comed), passai i sentai-vus (pasad y sentaos).
- La l > r en ciertos grupos consonánticos: pruma (pluma), frol (flor), craru (claro), puebru ('pueblo'), pranta, praça, brancu, frauta…
- También la r > l, especialmente en el grupo -pra-, que se transforma en -pla- en algunas palabras: plau ('prado'), plaera ('pradera'), templanu ('temprano').
- Contracción de en + artículo: nel, ena, enos, enas (respectivamente; en el, en la, en los, en las).
- Empleo del artículo antepuesto al posesivo: el mi libru, la tu casa, las nuestras vizinas,...
- Uso de formas verbales apocopadas para la tercera persona singular del presente especialmente en el habla de Garrovillas y en la de Cilleros y Villamiel, entre otras: pon ('pone'), sal ('sale'), ha ('hace').
- En el habla de Cilleros y Villamiel, se dan lexicalizaciones de solución -ss- o -iss- (asturleonés -x-) en casos donde aparece la solución -j- (velar fricativa sorda) en castellano: deissal (dejar), coissu (cojo). Incluso aparece en esos dos pueblos la forma misteriosa y peculiar hissu para decir "hijo".
- Terminación general y diminutivo -inu (versión acorde a la fonética leonesa oriental del diminutivo -ín del asturleonés central u occidental, cuyo plural de hecho es en -inos o -inus en estas hablas): librinu, casina, gatinu. Sin embargo, el diminutivo más usual en -inu no sustituye de forma sistemática a los diminutivos análogos a los habituales del castellano en -itu o -illu, sino que tiene connotaciones diferentes a las de estos últimos. El diminutivo en -itu suele usarse especialmente cuando este más que atenuar el sentido del elemento al que está sufijado lo refuerza o enfatiza, especialmente con ciertos gerundios: vengu suanditu (vengo sudando a chorro), vienis pinganditu, agora mesmitu (ahora mismo), igualizitu (igualito), se lo hincó toítu... etc. En todas esas expresiones un hablante nativo no juzgaría natural el uso del sufijo -inu (vengu *suandinu...etc.) o se produciría un ligero cambio de matiz o sentido con él. La diferencia es notoria cuando el diminutivo se aplica a participios: está cansaínu frente a está cansaítu. Además, el uso de diminutivos en general (especialmente en -inu) es mucho más frecuente que en castellano, tanto en altoextremeño como en extremeño bajo y medio. El diminutivo -illu, -a se emplea sobre todo en la toponimia menor: la Desilla, el Campillu...

### Rasgos propios extremeños
- Terminación generalizada de -r final etimológica en -l, como en algunas hablas del andaluz oriental: rompel, trael, ardol, abriol,... Sin embargo existen algunas cuantas zonas (Villamiel, parte de las Hurdes) donde esa -r se omite como en bajoextremeño: rompê, traê, ardô, abriô,...
- Al igual que en las hablas andaluzas, se da una neutralización de los fonemas -r- y -l- en posición trabante de sílaba, tendiendo según las variedades ya a la generalización de la solución -r-, ya a la de -l- (como a veces en andaluz oriental), ya a una combinación de ambas según sea el sonido posterior: *almariu (armario), *artu (alto). En algunas variantes donde la neutralización tiende a -r-, el artículo el puede adoptar la forma *er como en bajoextremeño o muchas variantes andaluzas (así es el caso de Montehermoso o algunas aldeas serragatinas).
- Cierre en algunas ocasiones (especialmente en determinadas formas verbales) del segundo elemento del diptongo -ie-, de forma que en ocasiones puede sonar acercándose a -ii- o -yi-: tieni puede sonar parecido a *tiíni o *tyini.
- Uso de algunos "genitivos partitivos", concretamente en expresiones como unus quantus de, unus pocus de y demás de: unus quantus de días, unus pocus d'añus...
- Conservación de las antiguas consonantes sonoras -s- y -z- diferenciadas de sus respectivas versiones sordas -ss- y -ç-, como en el portugués o el catalán. Esta conservación se ha mantenido tradicionalmente de forma sistemática y con perfecta correspondencia etimológica en Serradilla y en una curiosa versión "ceceante" en el ya casi o prácticamente extinto dialecto chinato de Malpartida de Plasencia. Pero en muchas localidades repartidas por todo el territorio alto-extremeño (desde Madroñera a El Rebollar) se dan lexicalizaciones que pueden llegar a ser en algunos casos muy abundantes (especialmente en Garrovillas y en la sierra de Gata), llegando casi a la sistematicidad del rasgo, por lo que lo más probable es que en un pasado no muy lejano este rasgo estuviera generalizado por la zona. De hecho se puede seguir el desgaste de este rasgo comparando las abundantes lexicalizaciones del habla de Madroñera registradas en las encuestas del ALPI en los años 30 con las que se encontraron en décadas posteriores. La z sonora se pronunciaría interdental, parecida a la d de "codo", y se escribe, de hecho, con la grafía d en la ortografía tradicional. Ejemplos recogidos incluso fuera de Malpartida y Serradilla: casa, vizinu, cozina (pronunciada aproximadamente codina), hazel ('hacer', escrito jadel en las ortografías de referencia castellana), izil ('decir'), azeiti ('aceite'), azeituna o azituna, azeu ('acedo' o 'agrio'), azul (pronunciado adul, en Garrovillas), cosa, meirosu...etc. En el antiguo dialecto chinato, que se caracterizaba por un particular ceceo que convertía las sibilantes en interdentales, casa y cosa se pronunciarían aproximadamente cada y coda (caza y coza según la Ortografía del extremeño), mientras que passal ('pasar') se pronunciaría paçal, como si tuviese una zeta castellana. El altoextremeño ha prestado este rasgo, incluyendo la particular pronunciación de la z sonora, a las variantes lagarteira y mañega del habla galaicoportuguesa de la fala de Xálima, donde se da de forma sistemática y escrupulosamente acorde con la etimología pese a que en ninguna localidad altoextremeña cercana se dé actualmente este rasgo con sistematicidad plena (lo que es indicador de la vitalidad con que gozó el rasgo en otro tiempo): izel ('decir', en mañegu, pronunciado idel), viziñu ('vecino', en mañegu, pronunciado vidiñu)...
- Pronunciación oclusiva de la be en el habla de Garrovillas y Serradilla: caBeça (del lat. CAPUT), aBril (del lat. APRILIS), caBra (del lat. CAPRA), riBeru (del lat. RIPA),...
- Aparecen cambios de género gramatical respecto del castellano para algunos sustantivos con a- inicial, como la azeiti o la açuca.
- Uso de la preposición a con el sentido de en con los verbos estal y andal indicando localización temporal: estuvun a Caçris, andan al corral.
- Uso del "gerundio locativo", formado por el infinitivo precedido por la preposición a: —Lu óndi está él? —Está a frital unus güevus ena cozina.
- Terminación plural -us, -is (en vez de -os, -es como es general en asturiano): carrus, cancionis, perrus, alreoris,...
- Cambio del grupo -dr- a -ir- en el interior de palabra, en algunas hablas: mairi ('madre'), quaira ('cuadra')...
- Pronombres personales megu, tegu, segu, nogu y vogu; usados casi siempre tras una preposición (a megu, con tegu, pa segu…).
- Aspiración del fonema antiguo /x/ (como en las formas meridionales de castellano) por influencia de la aspiración de la F- inicial latina: caxa, xeringu, xara...
- Aspiración de la -s en posición final o implosiva o apertura de vocal que la precede (como en las formas meridionales de castellano).
- En ciertas variedades se dan ejemplos lexicalizados del fenómeno de aspiración de la -s- intervocálica, conocido para las hablas andaluzas como heheo (que se da también por ejemplo en cántabro): vuhotrus ('vosotros', al lado de vusotrus), peheta ('peseta'), e incluso ḥi o ḥei ('sí').
- Ensordecimiento y fricativización de ciertas consonantes sonoras tras aspiración, como en algunas hablas manchegas o murcianas: rahu (rasgo), refalal (resbalar). También en fonética sintáctica: lo'zeus ('los dedos'), la'fotas ('las botas'). Este rasgo no suele reflejarse en la ortografía.
- Formas verbales condicionales terminadas en -e (noreste): sedríe, hadríe, abríe...
- Uso de gerundios derivados del tema de perfecto, como en cántabro o alguna que otra variedad del dominio castellano: pusiendu ('poniendo'), tuviendu ('teniendo')...
- Construcción de participios que habitualmente toman formas irregulares siguiendo el paradigma regular de forma analógica, alternando formas regulares e irregulares, como en algunas hablas andaluzas (aunque con mayor vitalidad y extensión que en éstas). Hechu alterna con hazíu, y abiertu con abríu.
- En algunas variedades, regularización analógica (en diversos grados, no siempre sistemática) de los tiempos formados a partir del tema de perfecto, alternando con las formas irregulares, especialmente en el subjuntivo: poniessi (por pusiessi), o incluso alguna vez avió (por uvu). Curiosamente, este rasgo es compatible con el uso ya mencionado de los gerundios derivados del tema de perfecto.
- Laísmo en algunas hablas extremeñas más orientales, como por ejemplo en el Jerte. En el resto, se usan los pronombres átonos de tercera persona, de forma parecida a la del castellano normativo.
- Pérdida frecuente de la -d- intervocálica.
- Uso de formas de primera persona del plural en algunas variedades del estilo: nuhotrus palremus (en vez de nusotrus palramus, 'nosotros hablamos'), cantemus...
- Contracción de la terminación -iera y similares en -iá y terminaciones análogas en algunas formas y palabras en posición átona, como en algunas hablas andaluzas o murcianas: siquiá (por siquiera), tuviá (por tuviera), quisián (por quisieran), qualquiá (por qualquiera)...
- Al igual que en hablas meridionales como las andaluzas o murcianas, aparece alguna vez el uso en el pretérito imperfecto de subjuntivo de formas coincidentes con las del verbo sel en vez de las del verbo avel o tenel: Si huessin cantau ('Si hubiesen cantado').
- Uso ocasional del verbo tenel en lugar de habel para los tiempos compuestos sin concordancia del participio con el objeto: Le tenía hechu una hienda ena punta.
- Uso de las formas pronominales reduplicadas ellus y ellus, musotrus y musotrus y vusotrus y vusotrus con sentido recíproco: Estaban palrandu ellus y ellus (Estaban hablando entre ellos, estaban hablando unos con otros).
- Formas en -uigu, -uiga para muchos verbos de infinitivo acabado en -uil, aunque la terminación -uil aparezca por pérdida de -d- intervocálica: costruigu (construyo, de costruil), sacuiga (sacuda, de sacuil), acuigan (acudan, de acuil)...
- Uso de la forma arcaica imus (o dimus) para decir "vamos".
- Formación abundante de sustantivos derivados de verbos indicando acción o estado mediante los sufijos -aeru e -ieru: aburrieru, acabaeru, acarreaeru, aginaeru...
- Uso muy abundante y versátil de formas presentativas a las que se le pueden añadir pronombres enclíticos al final, después de lo que procede etimológicamente de adverbios de lugar: velequí el ombri (he aquí el hombre), velellilu (helo allí, allí está), velequila (hela aquí, aquí está).
- Uso abundante del adverbio de lugar paí (ahí, por ahí) como una partícula de indeterminación (como también se hace por ejemplo en las hablas salmantinas): —Lo qué guardas en essi bolsinu? —En él guardu cosas paí (cualquier tipo de cosas, cosas indeterminadas o cosas que no quiero decir).
- Uso del refuerzo lo (o lu), pu y pui ante interrogativos: Lo quándu vinisti?, Pu, es él?, Pui, quándu vien?, Lo qué andas landeandu?. En algunos lugares de la sierra de Gata, este uso va más allá y Lo / Lu se convierte en una partícula interrogativa que marca a menudo el inicio de cualquier tipo de preguntas al estilo del Czy polaco o el Est-ce que francés, rasgo que el extremeño local ha prestado a la fala de Xálima: Lu ya barristi?, Lo vós? (vosotros, en la variante lagarteira de la fala).
- En el habla de Cilleros y Villamiel, se dan casos extremos de rotacismo, en los que la -s final, que habitualmente se aspira, al enlazar con palabra siguiente que empieza por vocal, se transforma en -r, especialmente en determinantes: dor añus ('dos años'), lar uñas ('las uñas'). El prefijo des- también se ve afectado por dicho fenómeno y se transforma en der- en el habla de dicha zona: derinterés, derordin.

## Descripción lingüística

### Fonología

#### Vocales
|               | Anteriores | Posteriores |
| ------------- | ---------- | ----------- |
| Cerradas      | i          | u (uː)      |
| Casi cerradas | (ɪ)        | (ʊ)         |
| Semicerradas  | e          | o (oː)      |
| Casi abiertas | (ɐ)        | (ɐ)         |
| Abiertas      | a          | a           |

#### Consonantes
|                      | Bilabiales | Labiodentales | Dentales | Alveolares | Postalveolares | Palatales | Velares  | Glotales |
| -------------------- | ---------- | ------------- | -------- | ---------- | -------------- | --------- | -------- | -------- |
| Nasales              | m          |               |          | n          |                | ɲ         | (ŋ)      |          |
| Oclusivas            | p (pʰ) b   |               | t̪ (t̪ʰ) d̪ |            |                |           | k (kʰ) g |          |
| Africadas            |            |               |          |            | t͡ʃ             |           |          |          |
| Fricativas           | ɸ (β̞)      |               | θ ð (ð̞)  | s (z)      |                | ʝ         | (ɣ)      | h        |
| Vibrantes alveolares |            |               |          | r          |                |           |          |          |
| Vibrantes simples    |            |               |          | ɾ          |                |           |          |          |
| Aproximantes         |            |               |          |            |                | j         | w        |          |
| Laterales            |            |               |          | l          |                | ʎ         |          |          |

### Alfabeto
El alfabeto usado por el extremeño es el alfabeto latino, del que se emplean 25 letras: a, b, c, d, e, f, g, h, i, j, l, m, n, ñ, o, p, q, r, s, t, u, v, x, y, z.
En extremeño, además de las veinticinco letras arriba indicadas, existen seis dígrafos o combinaciones de dos letras, que se emplean para representar gráficamente los siguientes fonemas:
a) El dígrafo ch representa el fonema /ʧ/: chinchi, chonchu.
b) El dígrafo gu representa el fonema /g/ ante e, i: guerra, guisal.
c) El dígrafo ll representa el fonema /ʎ/ : lluvia, rollo.
d) El dígrafo qu representa el fonema /k/ ante e, i: queal, quintu.
e) El dígrafo rr representa el fonema /r/ en posición intervocálica: carru, perru.
f) El dígrafo ss representa el fonema /s/ en posición intervocálica: massa, passal.

## Comparación con otras lenguas
| Latín     | Italiano | Francés                               | Rumano         | Catalán       | Español        | Portugués     | Extremeño        | Leonés   |
| --------- | -------- | ------------------------------------- | -------------- | ------------- | -------------- | ------------- | ---------------- | -------- |
| altus     | alto     | haut [o]                              | inalt          | alt           | alto           | alto [altu]   | altu             | altu     |
| prope     | quasi    | quasiment / presque [kazi'mɑ̃ / pʁɛsk] | aproape        | quasi/gairebé | casi           | quase         | quasi / ábate    | cuasi    |
| dicere    | dire     | dire [diʁ]                            | a zice         | dir           | decir [de'θir] | dizer         | izil [i'ðil]     | dicire   |
| facere    | fare     | faire [fɛʁ]                           | a face         | fer           | hacer [a'θer]  | fazer         | hazel [ha'ðel]   | facere   |
| focus     | fuoco    | feu [fø]                              | foc            | foc [fɔk]     | fuego          | fogo [fɔgu]   | hueu [huew]      | fueu     |
| flamma    | fiamma   | flamme [flam]                         | flama          | flama         | llama          | chama [ʃama]  | flama            | chama    |
| legere    | leggere  | lire [liʁ]                            | a citi         | llegir        | leer           | ler           | leyel            | lliere   |
| lingua    | lingua   | langue [lɑ̃g]                          | limbă          | llengua       | lengua         | língua        | luenga, lengua   | llingua  |
| lumbum    | lombo    | lombaire [lɔ̃'bɛʁ]                     | (zona) lombara | llom          | lomo           | lombo [lõbu]  | lombu, lomu      | llombu   |
| mater     | madre    | mère [mɛʁ]                            | mamă           | mare          | madre          | mãe           | mairi            | mai      |
| merula    | merlo    | merle [mɛʁl]                          | mierla         | merla         | mirlo          | melro [melru] | mielra           | mielru   |
| monstrare | mostrare | montrer [mɔ̃'tʁe]                      | demonstrare    | mostrar       | mostrar        | mostrar       | muestral         | amuesare |
| noster    | nostro   | notre [nɔtʁ]                          | nostru         | nostre        | nuestro        | nosso [nosu]  | muestru, nuestru | nuesu    |
| tussis    | tosse    | toux [tu]                             | tuse           | tos           | tos            | tosse         | tossi            | tose     |

| Gallego | Extremeño                                                                         | Asturiano                                                                             | Español                                                                                    | Portugués                                                                                       | Catalán                                                                                 |
| --- | --------------------------------------------------------------------------------- | ------------------------------------------------------------------------------------- | ------------------------------------------------------------------------------------------ | ----------------------------------------------------------------------------------------------- | --------------------------------------------------------------------------------------- |
| O estremeño (/estremenho) é unha (/umha) lingua (/língua) falada no noroeste da comunidade autónoma de(~da) Estremadura | L'estremeñu es una lengua palrá nel noroesti dela comunidá autónoma d'Estremaúra. | L'estremeñu ye una llingua falada nel noroeste de la comunidá autónoma d'Estremadura. | El extremeño es una lengua hablada en el noroeste de la comunidad autónoma de Extremadura. | O estremenho é uma língua falada no noroeste da comunidade autónoma (/autônoma) da Estremadura. | L'extremeny és una llengua parlada al nord-oest de la comunitat autònoma d'Extremadura. |

## Organizaciones y medios de difusión

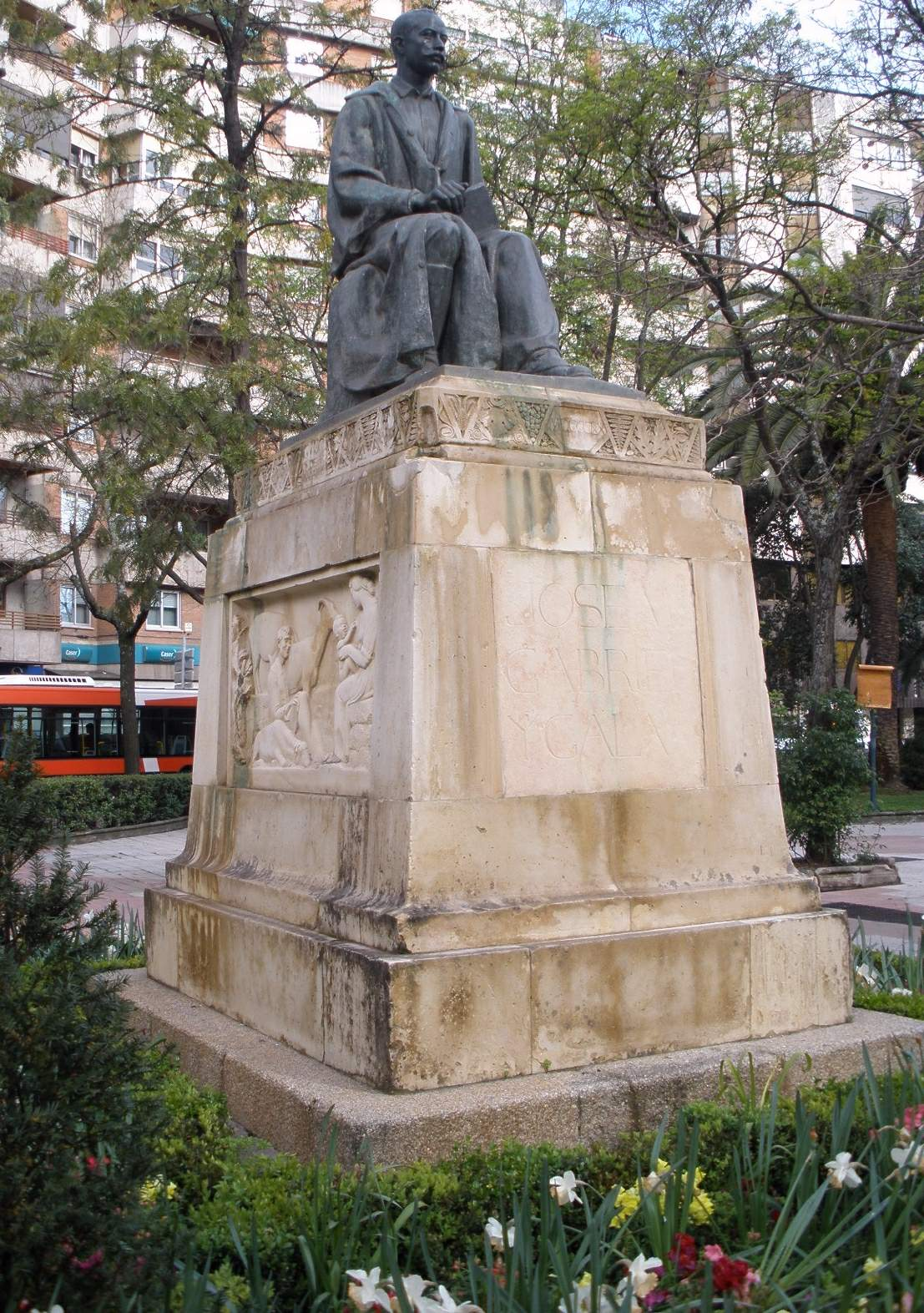
Estatua de José María Gabriel y Galán en Cáceres.

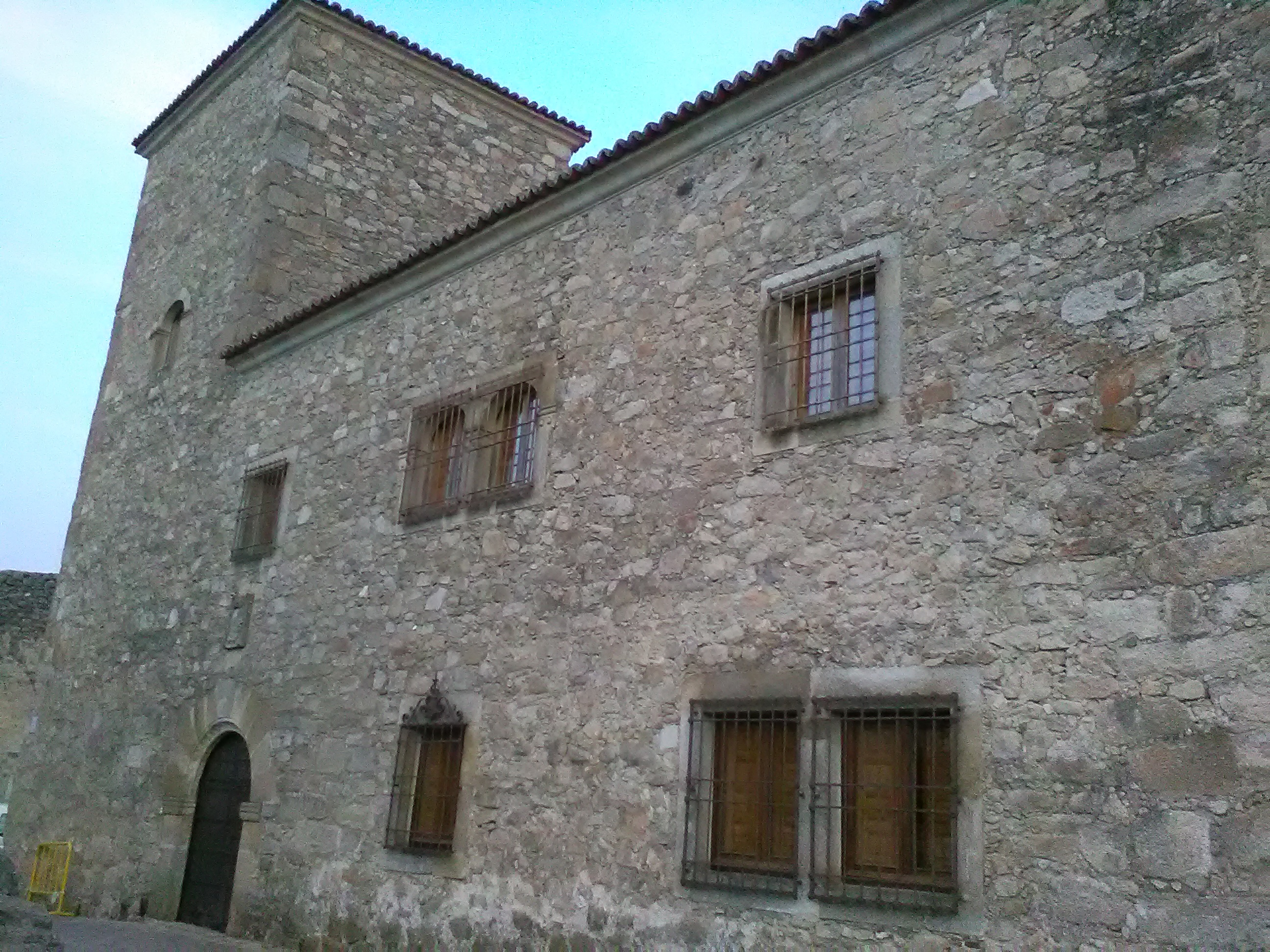
Fachada del Palacio de Lorenzana, sede de la Real Academia Extremeña de las Letras y las Artes (Real Academia de Extremadura), en Trujillo.

Existió una organización en Extremadura que defendía las variedades lingüísticas extremeñas: la Asociación para el Estudio y la Defensa del Patrimonio Lingüístico de Extremadura (Aplex), en particular a fala, el altoextremeño y el portugués, si bien también se interesa por la conservación de los rasgos peculiares del bajoextremeño y el resto de hablas dialectales de la región. Nicolás Valle Morea editó la revista electrónica en la variedad del altoextremeño Belsana. La revista titulada La Gurulla se escribe en la palra d'El Rebollal y existe también un noticiario electrónico, Iventia, escrito con una ortografía de autor, palra d'El Rebollal y en fala, otra variedad lingüística hablada en el enclave lingüístico de los tres pueblos de la sierra de Gata; Valverde del Fresno, Eljas y San Martín de Trevejo. Además, un erudito local, Manuel Trinidad, lleva varios años recogiendo información sobre las hablas de Extremadura: la fala, el bajoextremeño y el portugués fronterizo (Olivenza y su entorno y Valencia de Alcántara y su entorno). Está incluida en la sección de Dialectología de la Biblioteca Virtual Extremeña (BVE).
La página Hablas de Extremadura, elaborada por los profesores Sofía Serrano Trenado y Francisco López Blanco, con la colaboración del investigador José Antonio González Salgado, recoge grabaciones del modo de hablar de más de treinta localidades de toda Extremadura; ofrece además una interesante sección en la que podemos conocer la distribución geográfica de los rasgos lingüísticos de las hablas de Extremadura y escuchar las peculiares articulaciones que se dan en cada localidad. Ahí destacan por su relativa conservación de rasgos altoextremeños (pese a que el encuestador entrevista en castellano normativo) las grabaciones de Serradilla, especialmente las de "el Cristo" o "la Fuente Nueva", que incluyen ejemplos del uso de la palabra ḥazel (hacer) con la z sonora pronunciada como sonora interdental (de forma que sonaría algo así como *jadel). Se puede oír en la grabación la Fuente Nueva: "...Comu quandu entran unus alcaldis ḥazin una cosa, quandu entran otrus alcaldis puedin ḥazel otra, y lo que ḥazi el unu no le gusta al otru, pues daí está toítu eschangau..." (sic).
En 2011 se fundó el Órgano de Seguimiento y Coordinación del Extremeño y su Cultura (OSCEC) que tiene como objetivo avanzar en la regulación y normalización del idioma, reclamando a las administraciones la protección del extremeño, del portugués rayano y de la fala de Xálima, ya que la ONU identifica al extremeño como una lengua dentro de la lista negra por el peligro que corre de desaparecer, y solicita al Gobierno de Extremadura que sea reconocida en su Estatuto de Autonomía, de la misma forma que sí se reconoce el Fuero extremeño (el Fuero de Baylío) como el legado de las leyes propias históricas de Extremadura que todavía quedan vigentes.

## Literatura en extremeño

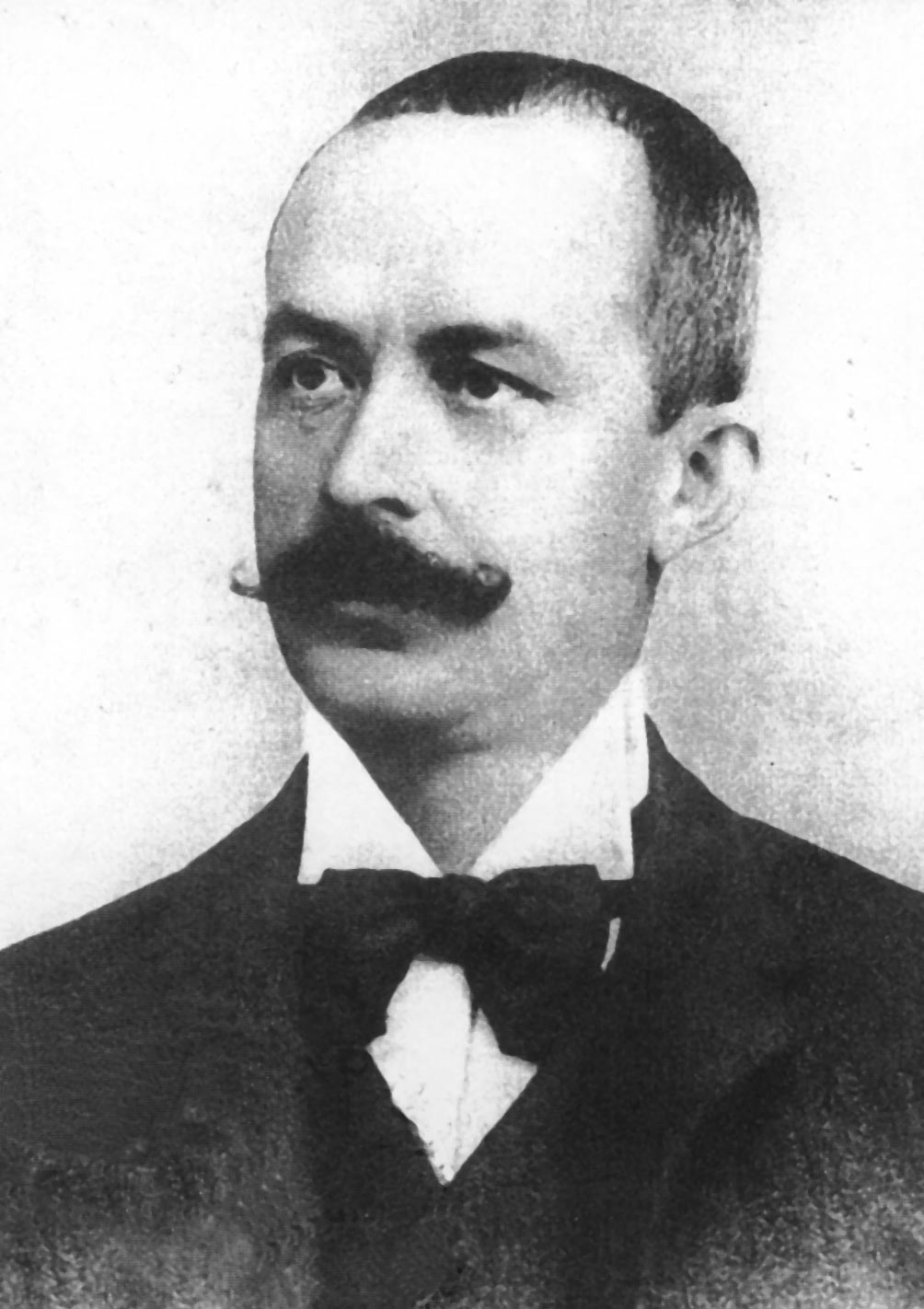
José María Gabriel y Galán.

Autores como Diego Sánchez de Badajoz en el siglo XVI (Farsas) ya entrecalaba el sayagués de las obras con palabras y frases propias extremeñas de la lengua común del pueblo, que no se dan en otros idiomas.
En el siglo XVIII, la obra de Clara Jara de Soto, El instruido en la corte y aventuras del extremeño, donde aparecen construcciones de palabras extremeñas en boca de los personajes.
En el siglo XIX aconteció el primer intento de escribir en extremeño. El primer testimonio de este intento fue la obra Vicente Barrantes, Idilio de última hora (1875), donde se plasmaban palabras con la propia pronunciación del extremeño.
Desde las obras de José María Gabriel y Galán (Extremeñas, 1902; La jurdana, 1904; entre otros) y Luis Chamizo (El miajón de los castúos, 1921; Extremadura, 1932; o el poema La Nacencia, 1921), el extremeño hablado tradicionalmente se ha plasmado en textos escritos, lo que ha configurado una literatura vernácula. La obra de Gabriel y Galán, El Cristu Benditu, fue la primera poesía escrita en extremeño.

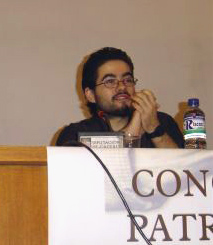
Ismael Carmona.

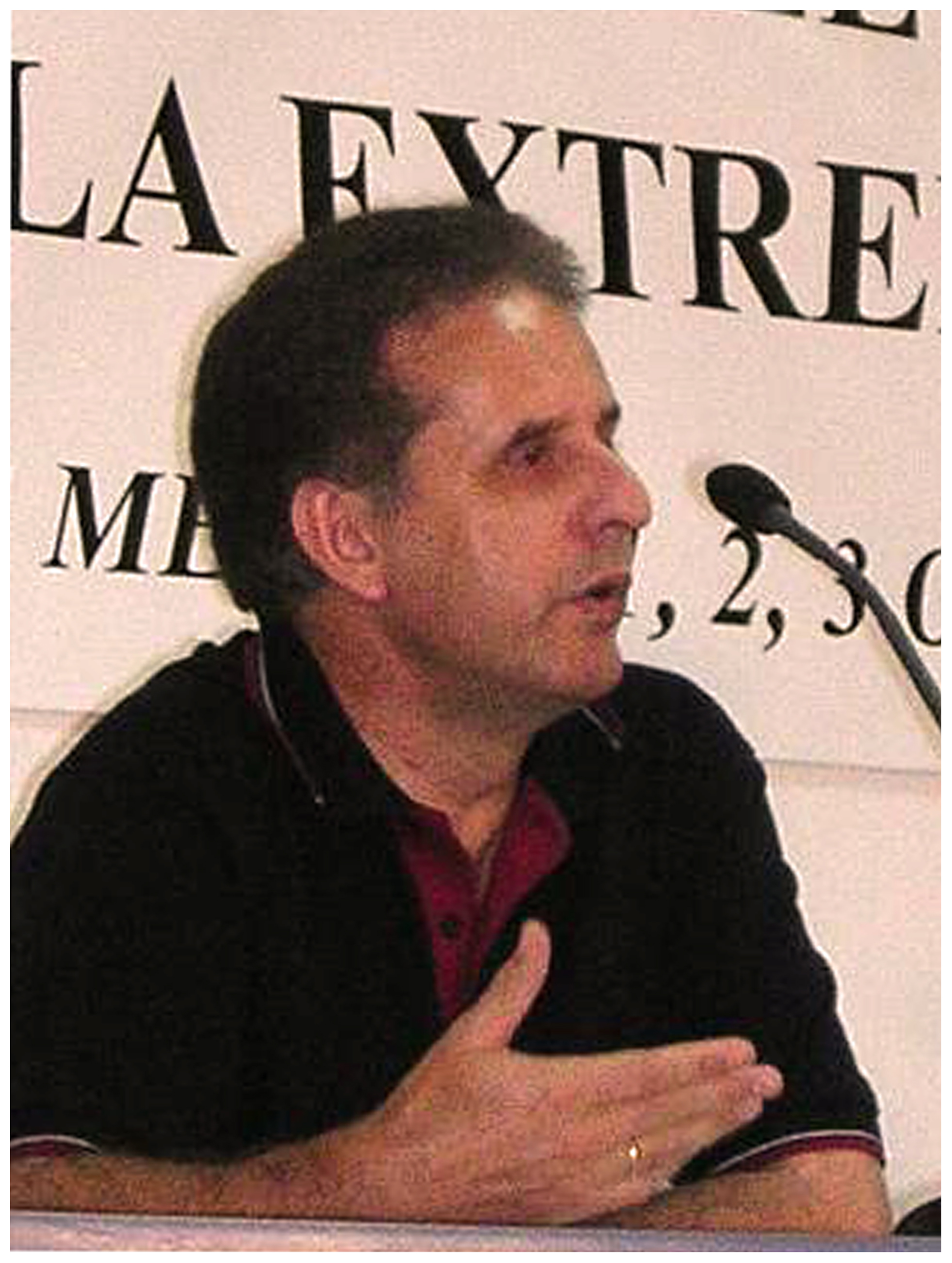
José María Alcón Olivera, autor de la primera novela en extremeño, Los Requilorios.

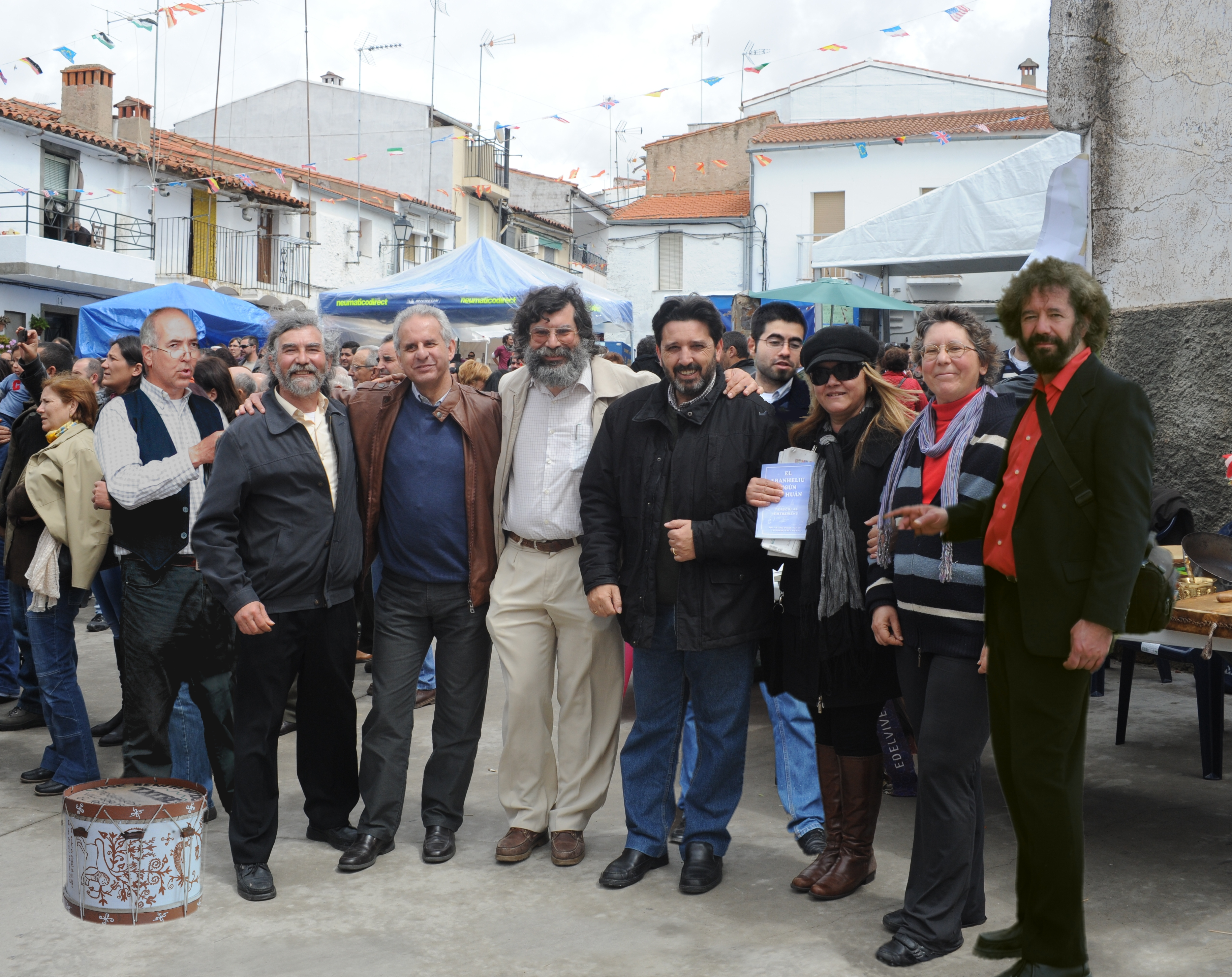
Escritores extremeños y autores en lengua extremeña.

Cada vez son más los nuevos poetas y escritores que utilizan esta lengua como vehículo de cultura. Actualmente, de la mano de filólogos e historiadores, como Antonio Viudas Camarasa o Ismael Carmona García, con sus artículos, diccionarios de equivalencias y gramática, se está difundiendo y poniendo en valor el extremeño a través de diferentes proyectos del Órgano de Seguimiento y Coordinación del Extremeño y su Cultura, la Asociación para el Estudio y la Defensa del Patrimonio Lingüístico de Extremadura (Aplex), así como de la Universidad de Extremadura y la Real Academia Extremeña de las Letras y las Artes, en el que reivindica su protagonismo perdido como lengua y como referente cultural.
En los días 24, 25, 26 y 27 de octubre de 2002, en la Casa de la Cultura de Cáceres se celebró el I Congresu al tentu el Estremeñu, un importante encuentro con más de 30 ponencias, que destacaron la importancia del extremeño como elemento cultural que hay que proteger.
El 4 de junio de 2011, el OSCEC celebró el I Encuentru del Estremeñu i la su Coltura, celebrado en Botija. En ella se encuentran textos de diversos autores como: José María Alcón Olivera, Antonio Garrido Correas, Bienvenido Gutierro, José Benito Mateos Pascual, Juan Francisco Reina Raposo e Ismael Carmona García. Desde entonces se continúan organizando actos de esta índole.
La novela Requilorios (de Alcón Olivera) y traducciones como las de El Principito de Antoine de Saint-Exupéry, El Prencipinu (traducción de Antonio Garrido Correas) y El Principinu(traducción de José Benito Mateos en la variante de la palra de El Rebollar) son algunas de las muestras de su proyección en los últimos años.
- Cuaderno de Gramática Extremeña.
- Ortografía en Extremeño.
- Diccionario Extremeño.
- Diccionario de Equivalencias "Estremeñu-Castellano".
- Izionariu estremeñu.

Aniceto Garrido Retortillo (poeta), Mario Simón Arias-Camisón (escritor), Cruz Díaz Marcos (poeta), Fran Herrero Uceda (folclorista), José María Alcón Olivera (novelista), Miguel Herrero Uceda (escritor), Javier Feijoo (poeta), Ismael Carmona García|(filólogo), Mª Ángeles (esposa de J. Feijoo), Elisa Herrero Uceda (escritora), Antonio José Herrero (pintor e ilustrador), Juan Francisco Reina (bloguero y activista cultural) y Vicente Costalago son algunos de los autores en extremeño o castúo en sus distintas variedades y con distintas ortografías.

### Teatro
Cuenta con un par de obras de teatro (de Juan García García y Vicente Corrales).

## Cine y series en extremeño
Territoriu de bandolerus (2013) es una película española dirigida por Néstor del Barco Rodrigo y José Ignacio Cobos y producida por Pilar Cobos y Eduardo Gómez de la asociación cultural El Duendi. Es la primera película realizada íntegramente en extremeño (dialecto serradillano). Narra la vida del bandolero El Cabrerín. Está basada en hechos reales acaecidos en el siglo XIX.
Premios concedidos a la película Territoriu de bandolerus:
- San Pancracio Reyes Abades del Festival Solidario de Cine Español.[41]
- Premio de la Cultura otorgado por la Casa Regional de Extremadura en Getafe.[42]

Recientemente se han llegado a subtitular algunos capítulos de la afamada serie "Juego de Tronos" en extremeño.

## Canciones en extremeño
- Canciones tradicionales.

- El destierru del mi silenciu, primera canción pop en esta lengua. Versión musical adaptada por la cantautora Manuela Elena y composición musical a cargo de Rodrigo Vázquez, incluida en el CD que acompaña al poemario Aire, Fuego y Deseo (en extremeño, Airi, hueu i deseu), obra del poeta castellano Juan Carlos García Hoyuelos.
- Martilandrán, del grupo extremeño de pop electrónico Fônal.

## Uso social de la lengua

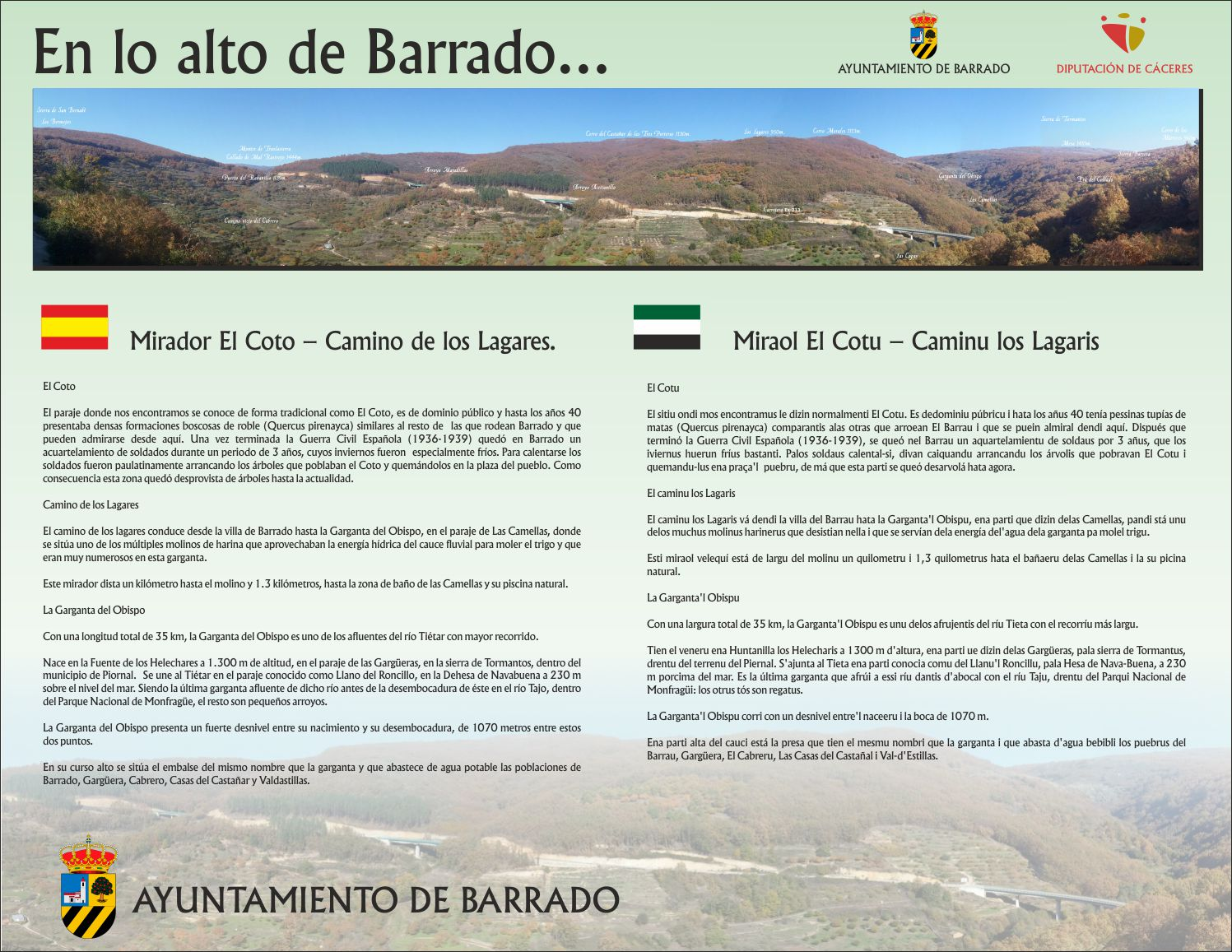
Cartel bilingüe extremeño - castellano en Barrado

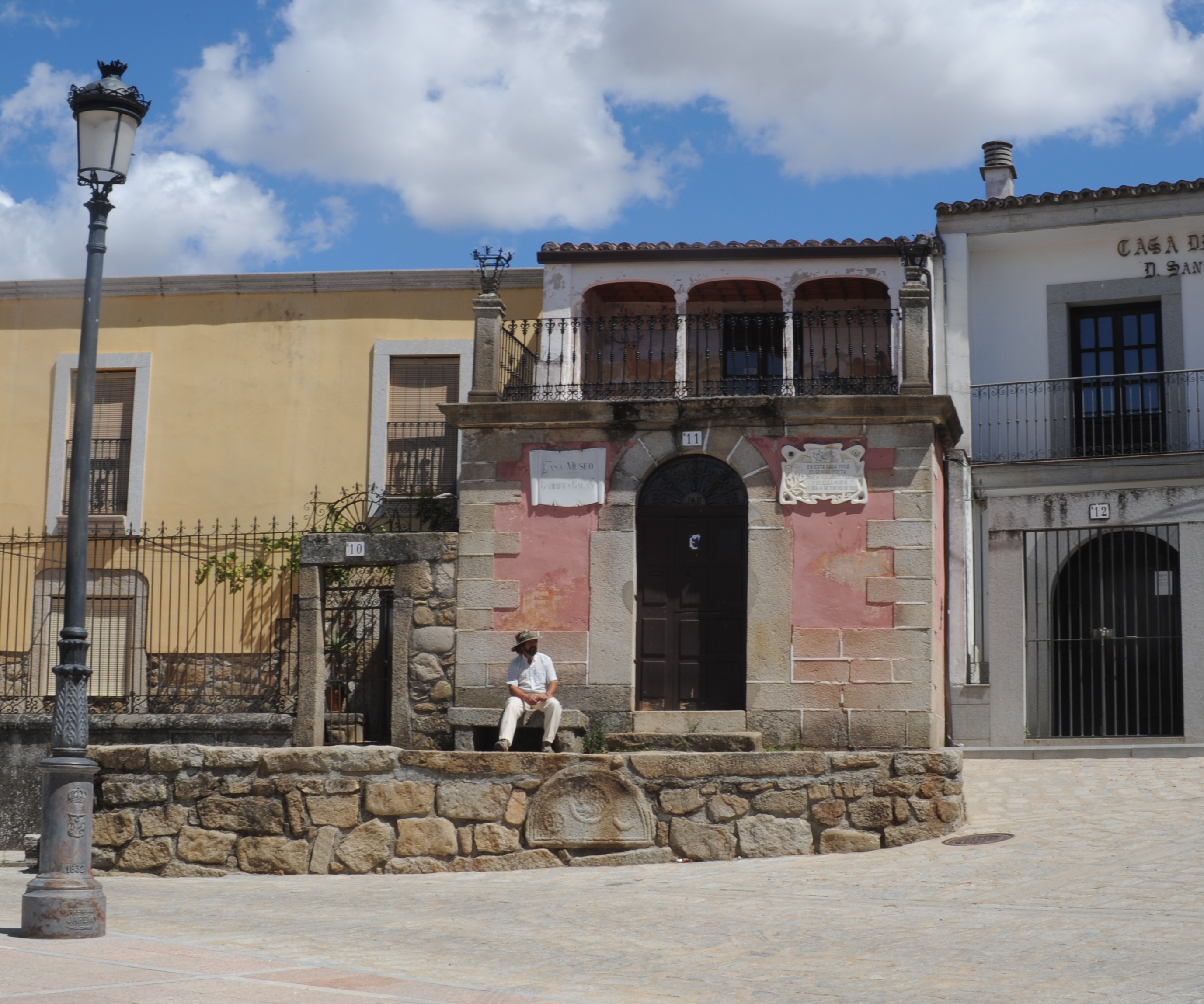
Casa Museo de Gabriel y Galán en Guijo de Granadilla (provincia de Cáceres)

Desde hace muchos años la lengua ha presentado una clara diglosia en favor del castellano, que también está presente en la misma extensión geográfica, lo que ha ido provocado dos efectos clásicos.
1. Un trasvase de hablantes del extremeño al castellano.
2. Que el extremeño haya quedado restringido a círculos sociales pequeños y principalmente a entornos muy rurales, con un vocabulario también reducido a estos entornos.
Actualmente cuenta con su propia Wikipedia.

### Blogs
La Billota Literária era un blog creado por Ismael Carmona en febrero de 2008 con el propósito de mostrar textos e interacciones del mundo de la literatura en extremeño o de alguna variedad dialectal en la región. Antes, en enero de 2005, creó Cúyu pan esgarras? (en sus inicios Cúyu pan eharras?).
En 2016 nace la web Palra estremeñu! de la mano de Juan Francisco Reina Raposo, rebautizada en 2020 como enestremenu.com Archivado el 31 de marzo de 2020 en Wayback Machine.. La página está dedicada al estudio, difusión y aprendizaje del idioma.

### Belsana
Belsana (2001) fue una importante revista de internet, siendo la primera publicación digital con palabras en extremeño, y estaba escrita prácticamente en su totalidad en altoextremeño (artuestremeñu), tanto las noticias como los artículos científicos.

#### Ediciones de la revista
- Númeru 1, abril 2001
- Númeru 2, Húliu 2001
- Númeru 3, Diciembri 2001
- Númeru 5, Setiembri 2002
- Númeru 6, Noviembri 2002

### Vídeos
- Ismael Carmona denuncia el descuido de las lenguas vernáculas extremeñas.
- Debate de la enmienda 266 sobre la Lengua Extremeña (3 de mayo de 2017).
- Omenagi a Gabriel y Galán - Discussu d'Ismael Carmona en estremeñu.
- Ismael Carmona - Palabrinas pal 01 05 2013
- La lengua estremeña enas Vegas Baxas de Guadiana - OSCEC en el Montiju - 24/11/2014.
- CHALRA-CARAVA "El estremeñu también es lengua literaria", Montijo, 19/03/2015.
- Antonio Garrido Correas - El estremeñu (Congreso Internacional APLEx2004).
- Extremadura y su lengua.
- Lengua Extremeña.
- Palabras de Extremadura, en la Red de Mario.
- El Castúo Estremeñu en el corazón de los tiempos.
- Lenguas y hablas de España. Extremadura. Extremeño o castúo.
- Mujeres hablando en extremeño en Las Hurdes - Subtítulos en extremeño normativo.
- Palra estrmeñu.
- Estremaúra.
- Lenguas de España y Portugal.
- La situación actual de la lengua extremeña (3 de mayo de 2017).
- Los Riscos - Extremadura olvidada - Subtítulos en extremeño
- "Palabras Vivas" en Canal Extremadura.
- ESTREMEÑU, LENGUA RECONOCIDA POR EL COMITÉ DE LAS REGIONES DE LA UNIÓN EUROPEA, en Canal Extremadura.
- EUROPA RECONOCE EL 'ESTREMEÑU' COMO LENGUA EN SU CARTA DE LENGUAS MINORITARIAS, en Canal de Extremadura.
- Tierra Castúa (enlace roto disponible en Internet Archive; véase el historial, la primera versión y la última).

- Datos: Q30007
- Multimedia: Extremaduran language / Q30007